# Lecanodiaspis rufescens
Lecanodiaspis rufescens är en insektsart som först beskrevs av Cockerell 1893.  Lecanodiaspis rufescens ingår i släktet Lecanodiaspis och familjen Lecanodiaspididae. Inga underarter finns listade i Catalogue of Life.